# Elaphria apicalis
Elaphria apicalis är en fjärilsart som beskrevs av William Schaus 1898. Elaphria apicalis ingår i släktet Elaphria och familjen nattflyn. Inga underarter finns listade i Catalogue of Life.